# Мостис
Мостис (на старогръцки: Μόστις) е цар управлявал между ~ 130 ~ 90 г. пр. Хр. Pроизхожда от племето на кените и е контролирал територии в Югоизточна Тракия.
Името на Мостис е известно от монетите с името му – ΒΑΣΙΛΕΩΣ ΜΟΣΤΙΔΟΣ. Споменава се и в епиграфски паметник от Бизанте (дн. Турция). Неговото управление започва след като от историческата сцена слиза Зиселмис, това става след ~ 135/133 г. пр. Хр. Оскъдните данни не позволяват точно датиране на годините на управление. Мненията днес варират от горепосочените дати ~ 135/133 г. или 125 г. пр. Хр. за начало – до ~ 90 г. пр. Хр.
Монетното производство включва бронзови монети и тетрадрахми. По сребърните монети имената на царя са изписани – ΒΑΣΙΛΕΩΣ ΜΟΣΤΙΔΟΣ – вертикално, а под тях хоризонтално присъства и изписване на годината на отсичане, изчислена спрямо началото на управлението на владетеля. При раните и късните екземпляри присъства и втори надпис, също хоризонтален – ΕΠΙ ΣΑΔΑΛΟΥ.
Тетрадрахмите са рядко откриваеми и до днес има известно само едно съкровище, в което са засвидетелствани негови сребърни монети. То е открито в България при с.Синеморец през 2012 г. при редовни археологически разкопки ръководени от Даниела Агре – НАИМ-БАН.  След реставрация и консервация, съкровището е експонирано в Историческия музей – град Царево.